# Stadio Goffredo Bianchelli
Lo stadio Goffredo Bianchelli è un impianto sportivo di Senigallia (AN) e ospita le partite interne della squadra di calcio cittadina, la Vigor Senigallia.
Lo stadio fu eretto a 500 metri dall'ospedale di Senigallia e il centro storico in via Montenero 21.
È più conosciuto come lo stadio centrale o il comunale, tale fu il nome fino alla decisione del consiglio cittadino di intitolare lo stadio al ex calciatore e dirigente della Vigor Senigallia e personaggio di spicco nel panorama sportivo nazionale, Goffredo Bianchelli il 16 settembre del 2006, dopo un anno e tre giorni dalla scomparsa, con una manifestazione avvenuta in tutta la città.

## Curiosità
- Nel giorno della notte bianca 2008 a Senigallia Felice Centofanti e Giuseppe Signori hanno giocato in questo stadio durante una partita per la raccolta fondi.
- Nello stadio oltre a essere giocate le partite per il campionato e le amichevoli delle due squadre di casa, sono effettuati anche incontri tra le formazioni delle Nazionale Italiana Cantanti, Croce Rossa Italiana e tante altre.
- Il 21 settembre 1982 venne giocata il revival della mitica partita Italia-Germania di Mexico '70.[1]